# Édouard Kargu
Édouard Kargu, all'anagrafe Edward Kargulewicz (Rytwiany, 16 dicembre 1925 – Camblanes-et-Meynac, 13 marzo 2010), è stato un calciatore francese, di ruolo attaccante.

## Carriera
Giocò tutta la carriera nel Bordeaux, con cui vinse da neopromosso il titolo nel 1950. Fu capocannoniere della Division 1 nel 1954.

## Palmarès

### Club
- Campionato francese: 1

Bordeaux: 1949-1950
- Championnat National: 1

Bordeaux: 1953

### Individuale
- Capocannoniere della Coppa Latina: 1

1950 (4 gol)
- Capocannoniere della Ligue 1: 1

1953-1954 (27 gol)